# Vernon Duke

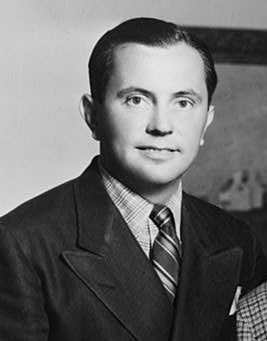
Vernon Duke

Vladimir Dukelsky (Parafianovo, Bielorrusia, entonces parte del Imperio ruso), 10 de octubre de 1903-Santa Mónica, California, 16 de enero de 1969), más conocido como Vernon Duke, fue un compositor ruso afincado en Estados Unidos, muy conocido por sus canciones y por su música para el cine y el teatro. Estuvo activo, principalmente, en las décadas de 1930 y 1940.
Es recordado sobre todo por haber sido el autor de algunas de las canciones más famosas de Broadway, como I Can't Get Started con letra de Ira Gershwin, April in Paris con letra de E. Y. ("Yip") Harburg (1932), y What Is There To Say para The Ziegfeld Follies de 1934 también con Harburg. Escribió la letra y música de la famosísima Autumn in New York (1934).

## Biografía
Su verdadero nombre era Vladimir Dukelsky. Aunque nació en Parafianovo, cuando en 1913 falleció su padre, su familia se mudó a Kiev, donde Duke empezó a asistir al conservatorio. Allí conoció a Serguéi Prokófiev, quien se convirtió en su mejor amigo y, gracias a Reinhold Glière. 
La familia de Vernon abandona Rusia durante la revolución bolchevique, a través de Odesa. Desde Odesa, se trasladaron a Constantinopla, donde permanecerían varios años. En este periodo, Duke empieza a estudiar la música de George Gershwin. 
En 1921, se traslada a Nueva York donde conoce al propio Gershwin que lo anima a continuar con su carrera. Duke continua escribiendo música clásica, pero empieza a interesarse también por la música popular, utilizando su verdadero nombre Dukelsky para firmar las obras de corte clásico; y el seudónimo Duke Vernon para las populares. En este periodo escribe una Obertura para una ópera y un Concierto para piano, trabajos que compaginó con la escritura de obras burlescas y música para nightclubs y vodevil.
En Estados Unidos no logra que su carrera despegue, por lo que decide volver a Europa. En 1924, Vernon viajó a París, donde escribió un ballet clásico para los Ballets Rusos de Serge Diaghilev titulado Zepher et Flore que fue estrenado en Montecarlo en 1925. Por esa época, entabla amistad con el director de orquesta Serge Koussevitzky quien presentará al gran público algunas de las obras de Duke, sus primeras dos sinfonías, algún concierto y varios trabajos cortos. 
En 1925, viaja a Londres donde había sido contratado por Chas. Cochran para crear la banda sonora de un musical y, aunque este nunca se estrenó, seis de las canciones que Duke había compuesto para el mismo fueron incluidas en el estreno de una opereta vienesa titulada Yvonne. También compuso algunas canciones para el musical de 'The Yellow Mask' que estuvo 17 meses en cartel. Este periodo de musicales ingleses le permitió volver a Nueva York.
En 1929, se traslada a Estados Unidos y empieza a escribir temas para los musicales de Broadway. De Broadway al cine, sólo había un paso y Duke lo dio. 
Duke murió durante una operación (se le intentaba extirpar un cáncer de pulmón) el 16 de enero de 1969.

## Filmografía
- 1928 - La marcha nupcial (The wedding march) de Erich Von Stroheim.
- 1929 - The Dance of Life de John Cromwell.
- 1930 - Tonto de Remate (The Sap from Syracuse) de A. Edward Sutherland.
- 1930 - Laughter de Harry d'Abbadie D'Arrast.
- 1930 - Sígueme, corazón (Follow Thru) de Lloyd Corrigan y Laurence Schwab.
- 1930 - Heads Up de Victor Schertzinger.
- 1931 - Honor entre Amantes (Honor among lovers) de Dorothy Arzner.
- 1931 - Honor mancillado (Tarnished Lady) de George Cukor).
- 1931 - El ángel de la noche (Night Angel) de Edmund Goulding
- 1938 - Así nace una fantasía (The Goldwyn Follies) de George Marshall.
- 1943 - Una cabaña en el cielo (Cabin in the Sky) de Vincente Minnelli.
- 1943 - Marido por accidente (I Dood It) de Vincente Minnelli.
- 1943 - Casa de locos (Crazy House) de Edward F. Cline.
- 1944 - Battle Stations (Cortometraje documental encargado por el Departamento de Guardacostas durante la Segunda Guerra Mundial.
- 1946 - Tars and Spars de Alfred E. Green.
- 1951 - Scent-imental Romeo de Chuck Jones (canción April in Paris). Cortometraje de animación (6 minutos).
- 1952 - She's Working Her Way Through College de H. Bruce Humberstone.
- 1974 - Sillas de montar calientes (Blazing Saddles) de Mel Brooks (canción April in Paris).
- 1984 - Mistral's Daughter de Douglas Hickox (miniserie para televisión).
- 1986 - Alrededor de la medianoche (Round Midnight) de Bertrand Tavernier. (Canción Autumn in New York)
- 1992 - Nightmare Cafe. Miniserie de televisión. (Canción Taking a Chance on Love).
- 1997 - El resplandor (Stephen King's The Shining) de Mick Garris (miniserie de televisión). (Canción I Can't Get Started).